# Edgar William Richard Steacie
Edgar William Richard Steacie, OBE (* 25. Dezember 1900 in Westmount, Québec; † 28. August 1962 in Ottawa) war ein kanadischer Chemiker und Wissenschaftsorganisator. 1952 bis 1962 war er Präsident des National Research Council of Canada.

## Biographie
Steacie studierte ab 1919 am Royal Military College in Kanada um wie sein Vater die Militärlaufbahn einzuschlagen. Nur ein Jahr später wechselte er aber zur Chemie und studierte Chemieingenieurwesen an der McGill University mit dem Abschluss 1923. Beeinflusst durch den Chemieprofessor Otto Maass wandte er sich der Physikalischen Chemie zu und promovierte 1926. Danach lehrte er bis 1939 an der McGill University, an der er 1930 Assistant Professor geworden war, bevor er Direktor der Abteilung Chemie am National Research Council (NRC) Kanadas wurde, die er zu einer führenden chemischen Forschungseinrichtung machte, unter anderem indem er Wissenschaftler wie Gerhard Herzberg holte. 1950 wurde er deren Vizepräsident und 1952 Präsident. In seine Zeit fielen viele Entscheidungen zur Organisation der Forschungsförderung in Kanada (unter anderem Steuervorteile für Industrieforschung).
Er war ein Pionier in der Erforschung der Kinetik freier Radikale. 1944 wurde er stellvertretender Direktor des britisch-kanadischen Atomenergieprojekts, dessen Leitung John Cockcroft hatte.
Er war Fellow der Royal Society (1948), der National Academy of Sciences (1957) und der Royal Society of Canada, deren Henry Marshall Tory Medal er 1955 erhielt und deren Präsident er 1954/55 war. 1955 erhielt er den Liversidge Award der Royal Society of Chemistry. 1961 wurde er Präsident des International Council of Scientific Unions und er war Präsident der Faraday Society. Er war Ehrenmitglied (Honorary Fellow) der American Chemical Society sowie seit 1958 auswärtiges Mitglied der damaligen Akademie der Wissenschaften der UdSSR.
Der E. W. R. Prize, das E. W. R. Steacie Memorial Fellowship des NSERC und das Steacie Institute for Molecular Science des NRC sind nach ihm benannt.

## Schriften
- Atomic and free radical reactions: the kinetics of gas-phase reactions involving atoms and organic radicals, New York, Reinhold Publishing 1946, 2. Auflage 1955
- Science in Canada; selections from the speeches of E.W.R. Steacie, Herausgeber J.D. Babbitt, University of Toronto Press 1965
- mit Otto Maass: Introduction to the principles of physical chemistry, 2. Auflage, Wiley 1939